# Нетконг (Нью-Джерсі)
Нетконг (англ. Netcong) — місто (англ. borough) в США, в окрузі Морріс штату Нью-Джерсі. Населення — 3375 осіб (2020).

## Географія
Нетконг розташований за координатами 40°53′52″ пн. ш. 74°42′6″ зх. д. / 40.89778° пн. ш. 74.70167° зх. д. (40.897852, -74.701704).  За даними Бюро перепису населення США в 2010 році місто мало площу 2,38 км², з яких 2,19 км² — суходіл та 0,19 км² — водойми.

## Демографія
Згідно з переписом 2010 року, у селищі мешкали 3232 особи в 1381 домогосподарстві у складі 810 родин. Було 1449 помешкань
Расовий склад населення:
| - 84,2 % — білих - 3,9 % — чорних або афроамериканців - 2,8 % — азіатів - 0,3 % — корінних американців - 6,7 % — осіб інших рас |

До двох чи більше рас належало 2,0 %. Частка іспаномовних становила 17,7 % від усіх жителів.
За віковим діапазоном населення розподілялося таким чином: 18,7 % — особи молодші 18 років, 67,7 % — особи у віці 18—64 років, 13,6 % — особи у віці 65 років та старші. Медіана віку мешканця становила 40,1 року. На 100 осіб жіночої статі у селищі припадало 97,1 чоловіків;  на 100 жінок у віці від 18 років та старших — 95,5 чоловіків також старших 18 років.
Середній дохід на одне домашнє господарство  становив 67 565 доларів США (медіана — 54 659), а середній дохід на одну сім'ю — 74 560 доларів (медіана — 73 654). Медіана доходів становила 53 300 доларів для чоловіків та 49 519 доларів для жінок. За межею бідності перебувало 12,1 % осіб, у тому числі 18,2 % дітей у віці до 18 років та 6,3 % осіб у віці 65 років та старших.
Цивільне працевлаштоване населення становило 1808 осіб. Основні галузі зайнятості: роздрібна торгівля — 19,5 %, освіта, охорона здоров'я та соціальна допомога — 16,8 %, будівництво — 11,3 %, виробництво — 10,6 %.